# ARFRP1
ARFRP1 (англ. ADP ribosylation factor related protein 1) – білок, який кодується однойменним геном, розташованим у людей на короткому плечі 20-ї хромосоми. Довжина поліпептидного ланцюга білка становить 201 амінокислот, а молекулярна маса — 22 614.
| 10         |  | 20         |  | 30         |  | 40         |  | 50         |
| ---------- |  | ---------- |  | ---------- |  | ---------- |  | ---------- |
| MYTLLSGLYK |  | YMFQKDEYCI |  | LILGLDNAGK |  | TTFLEQSKTR |  | FNKNYKGMSL |
| SKITTTVGLN |  | IGTVDVGKAR |  | LMFWDLGGQE |  | ELQSLWDKYY |  | AECHGVIYVI |
| DSTDEERLAE |  | SKQAFEKVVT |  | SEALCGVPVL |  | VLANKQDVET |  | CLSIPDIKTA |
| FSDCTSKIGR |  | RDCLTQACSA |  | LTGKGVREGI |  | EWMVKCVVRN |  | VHRPPRQRDI |
| T          |  |            |  |            |  |            |  |            |

A: Аланін

C: Цистеїн

D: Аспарагінова кислота

E: Глутамінова кислота

F: Фенілаланін

G: Гліцин

H: Гістидин

I: Ізолейцин

K: Лізин

L: Лейцин

M: Метіонін

N: Аспарагін

P: Пролін

Q: Глутамін

R: Аргінін

S: Серин

T: Треонін

V: Валін

W: Триптофан

Задіяний у таких біологічних процесах, як ацетилювання, альтернативний сплайсинг. 
Білок має сайт для зв'язування з нуклеотидами, ГТФ. 
Локалізований у апараті гольджі.